# آرزوهای بزرگ (فیلم ۱۹۴۶)
آرزوهای بزرگ (انگلیسی: Great Expectations) فیلمی در ژانر درام به کارگردانی دیوید لین است که در سال ۱۹۴۶ منتشر شد. از بازیگران آن می‌توان به جان میلز، جین سیمونز، الک گینس و فرانسیس ال سالیوان اشاره کرد.

## خلاصه داستان
«پیپ» (ویجر)، در کودکی با «استلا» (سیمونز) و «خانم هاویشام» (هانت)، قیم ثروتمند او آشنا می‌شود. روزی «پیپ» به یک محکوم فراری (کوری) کمک می‌کند و سال‌ها بعد، در جوانی (میلز)، ثروتی از یک ناشناس به او می‌رسد.

## جوایز
- برنده جایزه اسکار بهترین کارگردانی هنری فیلم سیاه و سفید ۱۹۴۷
- برنده جایزه اسکار بهترین فیلمبرداری فیلم سیاه و سفید ۱۹۴۷ (گای گرین)